# Berryz Kobo Special Best Vol. 1
Berryz Kobo Special Best Vol. 1 (Berryz工房 スッペシャル ベスト Vol.1 (Berīzu Kōbō Supesharu Besuto Voryūmu Wan?)) è un album di raccolta del gruppo idol femminile giapponese Berryz Kobo, pubblicato nel 2009.

## Tracce
1. Otoko no Ko (男の子)
2. Anata Nashi de wa Ikite Yukenai (あなたなしでは生きてゆけない)
3. Piriri to Yukō! (ピリリと行こう!)
4. Semi (蝉)
5. Today is my Birthday (TODAY IS MY BIRTHDAY)
6. Yūjō Junjō oh Seishun (友情 純情 oh 青春)
7. Koi no Jubaku (恋の呪縛)
8. Special Generation (スッペシャル ジェネレ～ション)
9. Nanchū Koi o Yatterū You Know? (なんちゅう恋をやってるぅYOU KNOW?)
10. Sabori (さぼり)
11. Jiriri Kiteru (ジリリ キテル)
12. Waratchaō yo Boyfriend (笑っちゃおうよBOYFRIEND)
13. Omoitattara Kichi Desse! (思い立ったら吉でっせ！)
14. Tsukiatteru no ni Kataomoi (付き合ってるのに片思い)
15. Dschinghis Khan (ジンギスカン)
16. Yuke Yuke Monkey Dance (行け行け モンキーダンス)
17. Madayade (MADAYADE)
18. BE

## Formazione
- Saki Shimizu
- Momoko Tsugunaga
- Chinami Tokunaga
- Miyabi Natsuyaki
- Maasa Sudō
- Yurina Kumai
- Risako Sugaya